# José Rocamora

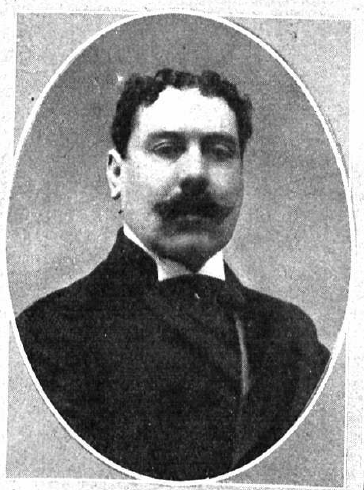
Fotografía de Rocamora publicada en 1912.

José Rocamora y Fernández (Burgos, 1874-Madrid, 16 de enero de 1936) fue un político, escritor y periodista español.

## Biografía
Hizo sus primeros estudios en Valencia y luego los amplió en Madrid. Licenciado en Derecho por la Universidad Central de Madrid, ingresó por oposición en el Tribunal de Cuentas. Intervino en las deliberaciones del Primer Congreso administrativo español. 
Fue colaborador literario de El Globo, donde firmaba con el seudónimo «Tersites», y luego dejó la carrera administrativa, para dedicarse por entero al periodismo. Redactor de El Español, entró en el Heraldo de Madrid, llamado por Canalejas y en 1909 fue nombrado director de dicho periódico.
Fue cronista de ese periódico en la Conferencia Internacional de Algeciras, en la campaña de Melilla de 1909, en Portugal poco después del asesinato del rey Carlos, y en París, cuando el rey Alfonso XIII, visitó al presidente de la república francesa.

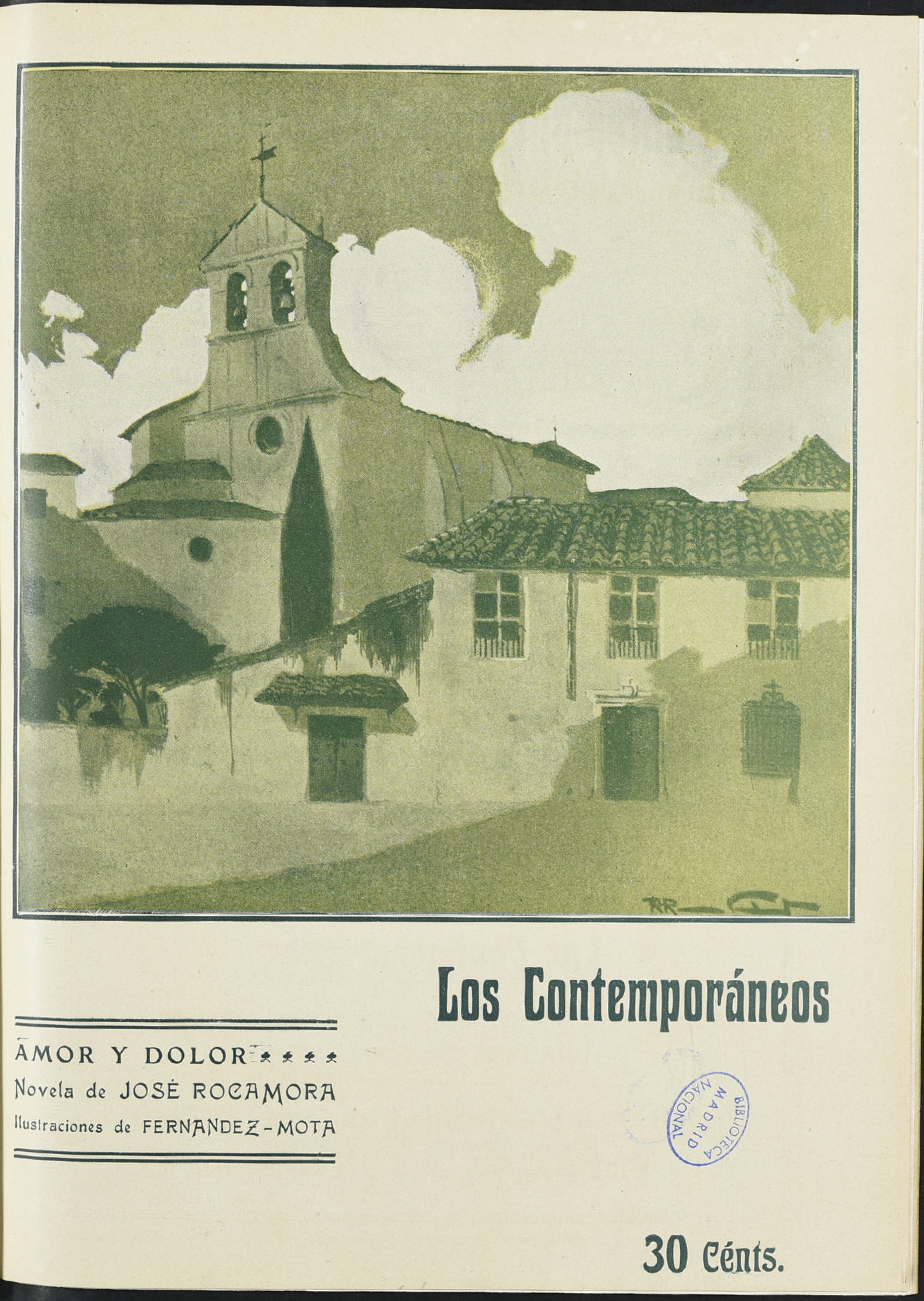
Amor y dolor (Los Contemporáneos, 1910). Portada de Romero Calvet.

Liberal de pro, de convicciones profundas, defendió la variedad dentro de la unidad española y la autonomía de la administración local y regional dentro de la unidad política y la soberanía del Estado.
Fue diputado por el distrito de El Hierro en las elecciones generales de 1916 y en la siguiente.
Le fueron concedidas la cruz roja del Mérito Militar, y la de la Orden de Cristo de Portugal. También era oficial de la Legión de Honor francesa.

## Obras
- La figura del retablo.
- Gente que pasa
- Rasgos y caracteres
- Diálogos vulgares